# Володимирівська сільська рада (Красноградський район)
Володи́мирівська сільська́ ра́да — адміністративно-територіальна одиниця та орган місцевого самоврядування у Красноградському районі Харківської області. Адміністративний центр — село Володимирівка.

## Загальні відомості
- Володимирівська сільська рада утворена в 1924 році.
- Територія ради: 77,213 км²
- Населення ради: 1 457 осіб (станом на 2001 рік)

## Населені пункти
Сільській раді були підпорядковані населені пункти:
- с. Володимирівка
- с. Варварівка
- с. Копанки
- с. Лукашівка
- с. Олександрівка
- с-ще Садове

## Склад ради
Рада складалася з 16 депутатів та голови.
- Голова ради: Куценко Раїса Олександрівна

### Керівний склад попередніх скликань
| Прізвище, ім'я, по батькові | Основні відомості                                                         | Дата обрання | Дата звільнення |
| --------------------------- | ------------------------------------------------------------------------- | ------------ | --------------- |
| Куценко Раїса Олександрівна | Сільський голова, 1956 року народження, освіта вища, позапартійна         | 26.03.2006   | 31.10.2010      |
| Куценко Раїса Олександрівна | Сільський голова, 1956 року народження, освіта вища, член Партії регіонів | 31.10.2010   |                 |

Примітка: таблиця складена за даними сайту Верховної Ради України

### Депутати
За результатами місцевих виборів 2010 року депутатами ради стали:

#### За суб'єктами висування
| Суб'єкт висування                                       | Кількість обраних депутатів | %    |
| ------------------------------------------------------- | --------------------------- | ---- |
| Партія регіонів                                         | 6                           | 37,5 |
| Політична партія Всеукраїнське об'єднання «Батьківщина» | 4                           | 25   |
| Комуністична партія України                             | 3                           | 18,8 |
| Аграрна партія України                                  | 2                           | 12,5 |
| Народна партія                                          | 1                           | 6,3  |

#### За округами
| № округу                                                | Прізвище, ім'я, по батькові        | Дата визнання обраним | Освіта             | Партійна приналежність                        | Відомості про обраного депутата                               |
| ------------------------------------------------------- | ---------------------------------- | --------------------- | ------------------ | --------------------------------------------- | ------------------------------------------------------------- |
| Аграрна партія України                                  |                                    |                       |                    |                                               |                                                               |
| 5                                                       | Капуста Микола Володимирович       | 04.11.2010            | середня            | член Аграрної партії України                  | ПГ «Укрнафтогазресурс», бригадир тракторної бригади           |
| 12                                                      | Канюка Олександр Борисович         | 04.11.2010            | середня спеціальна | член Аграрної партії України                  | ПГ «Україна», агроном                                         |
| Комуністична партія України                             |                                    |                       |                    |                                               |                                                               |
| 8                                                       | Васильева Тетяна Григорівна        | 04.11.2010            | вища               | член Комуністичної партії України             | пенсіонер                                                     |
| 9                                                       | Павлова Людмила Іванівна           | 04.11.2010            | вища               | позапартійна                                  | Володимирівська амбулаторія сімейної медицини, медична сестра |
| 10                                                      | Степанько Олександр Юрійович       | 04.11.2010            | середня спеціальна | позапартійний                                 | ТОВ «Укрнафтогазресурс», тракторист — машиніст                |
| Народна Партія                                          |                                    |                       |                    |                                               |                                                               |
| 7                                                       | Діденко Людмила Миколаївна         | 04.11.2010            | середня спеціальна | член Народної партії                          | Дитячий навчальний заклад, с. Садове, завідувачка             |
| Партія регіонів                                         |                                    |                       |                    |                                               |                                                               |
| 1                                                       | Засядько Ксенія Олександрівна      | 04.11.2010            | вища               | член Партії регіонів                          | Володимирівська сільська рада, інспектор                      |
| 2                                                       | Гноєвий Віталій Михайлович         | 04.11.2010            | вища               | позапартійний                                 | тимчасово не працює                                           |
| 3                                                       | Гноєва Наталія Володимирівна       | 04.11.2010            | вища               | позапартійна                                  | приватний підприємець                                         |
| 4                                                       | Герасимець Володимир Олександрович | 04.11.2010            | вища               | позапартійний                                 | Володимирівська загальноосвітня школа І-ІІ ст., директор      |
| 6                                                       | Лукашова Лариса Іванівна           | 04.11.2010            | вища               | позапартійна                                  | Володимирівська сільська рада, секретар                       |
| 14                                                      | Бойко Таїса Іванівна               | 04.11.2010            | вища               | позапартійна                                  | Лукашівська загальноосвітня школа І-ІІ ст., директор          |
| Політична партія Всеукраїнське об'єднання «Батьківщина» |                                    |                       |                    |                                               |                                                               |
| 11                                                      | Фіклістова Наталія Вікторівна      | 04.11.2010            | середня            | член Всеукраїнського об'єднання «Батьківщина» | ПГ «Україна» с. Лукашівка, прибиральниця                      |
| 13                                                      | Ільницька Любов Ільківна           | 04.11.2010            | середня спеціальна | член Всеукраїнського об'єднання «Батьківщина» | ПГ «Україна», бухгалтер                                       |
| 15                                                      | Пелих Микола Миколайович           | 04.11.2010            | середня            | член Всеукраїнського об'єднання «Батьківщина» | ПГ «Україна», механізатор                                     |
| 16                                                      | Льовочкіна Людмила Михайлівна      | 04.11.2010            | вища               | член Всеукраїнського об'єднання «Батьківщина» | ПГ «Україна», обліковець                                      |

## Населення
Згідно з переписом УРСР 1989 року чисельність наявного населення села становила 1586 осіб, з яких 717 чоловіків та 869 жінок.
За переписом населення України 2001 року в селі мешкало 1455 осіб.

### Мова
Розподіл населення за рідною мовою за даними перепису 2001 року:
| Мова       | Відсоток |
| ---------- | -------- |
| українська | 92,66 %  |
| російська  | 6,45 %   |
| молдовська | 0,41 %   |
| білоруська | 0,34 %   |
| польська   | 0,07 %   |